# 真喜志好一
真喜志 好一（まきし よしかず、1943年 - ）は、日本の建築家、構造家。

## 経歴・人物
沖縄県那覇市出身。1968年、神戸大学大学院修士課程修了後同大学工学部助手。大学在任中は構造エンジニアとして、当時関西の著名な建築家作品の構造をいくつか担当する。1972年に沖縄に戻り、沖縄開発庁沖縄総合事務局に勤務。1976年、同庁を退職し、那覇市に建築設計事務所、有限会社建築研究室DIG and PILE(DAP）を設立。
1981年、日本建築士連合会作品展優秀賞受賞。
1984年から1985年まで、琉球大学非常勤講師を務めた。 
一坪反戦地主会、白保の海と暮らしを守る会、SACO（沖縄に関する特別行動委員会）究明委員会、意見広告を出す会、沖縄環境ネットワークなどの市民運動に深く関わる。
1998年、第25回ピースボートに水先案内人として参加する。2003年、第41回ピースボートにて、ふたたび水先案内人を務める。

## 主な建築作品
- 沖縄大学校舎（1、2、3号館）
- 沖縄キリスト教短期大学校舎：1991年度日本建築学会作品賞
- 佐敷町文化センター（シュガーホール）：1996年度日本建築学会作品選奨
- 佐喜眞美術館
- 壺屋焼物博物館
- 那覇市識名児童館・老人福祉センター：『新建築』1985年9月号掲載
- 大宜味村大保公民館
- 真喜志邸：『新建築』1978年8月号掲載
- 社会福祉法人あおぞら福祉会　あおぞら保育園

## 著作
- 『沖縄はもうだまされない 基地新設＝SACO合意のからくりを撃つ』（2000年、高文研）共著：崎浜秀光、東恩納琢磨、高里鈴代、真志喜トミ、国政美恵、浦島悦子
- 『沖縄の真実、ヤマトの欺瞞　米軍基地と日本外交の軛』（2010年、春秋社）共著：神保哲生、宮台真司、伊波洋一、大田昌秀、我部政明
- 『「沖縄問題」とは何か　「琉球処分」から基地問題まで』（2011年、藤原書店）編：藤原書店編集部　共著：大城立裕、西里喜行ほか
- 『オスプレイ配備の危険性』（2012年、七つ森書館）共著：リムピース、非核市民宣言運動・ヨコスカ